# 아위치
아위치(Awich, 일본어: エイウィッチ, 1986년 12월 16일 ~ )는 일본의 가수이다.

## 음반 목록
- Asian Wish Child (2007)
- 8 (2018)
- Peacock (2020)
- Queendom (2022)